# تاريخ مصر العلوية
يمتد تاريخ مصر في عهد أسرة محمد علي (1805–1953) إلى الفترة اللاحقة لمصر العثمانية، وخديوية مصر تحت الاحتلال البريطاني، وسلطنة مصر المستقلة اسميًا والمملكة المصرية، وانتهى بثورة 1952 وتشكيل جمهورية مصر.

## تاريخ
وافق الباب العالي علي تعيين محمد علي والياً علي مصر عام 1805. وبواسطة 10 آلاف جندي ألباني خلص مصر من المماليك. كما استطاع الحرب سبع سنوات منذ عام 1811 في الجزيرة العربية لإخماد ثورة الوهابيين بالحجاز من أجل مساندة السلطان بالآستانة. واستهدف محمد علي تبديل القوات الألبانية بالسودانيين العبيد بعد مذبحة القلعة حيث فرّت فلولهم للجنوب وأسسوا عام 1811 دولة في دنقلا بشمال السودان، لتكون قاعدة لتجارة العبيد. وهذا ما جعل محمد علي يغزو السودان لمطاردة المماليك. ويعد محمد على باشا من اعظم الملوك والحكام الذين حكموا مصر على مر تاريخها، فمنذ توليه الحكم عام 1805 عمل على تحديث كافه قطاعات الدولة بدءا من الزراعة وصولا إلى الصناعة والتجارة.
كان نظام حكم محمد على استبدادي بعض الشيء إلا أن الإصلاحات التي قام بها تغفر له كثيرا من خطاياه ولا سيما مذبحة القلعة، ونفي وإلقاء القبض على كثير من الرموز الوطنية المصرية.

## الاحتلال البريطاني
سيطر الإنجليز على القاهرة، وادعى الإنجليز بأن الاحتلال هو احتلال مؤقت وسوف ينتهي أمده بعد تنظيم الشؤون المصرية، ولم تقم إنجلترا بإلحاق مصر إليها لأن مثل هذه الخطوة كانت ستؤدي إلى نشوب أزمة دولية خاصّة مع فرنسا، وكانت قناة السويس تشكل أحد محاور الخلاف الإنجليزي الفرنسي، ولكن ظلت مصر تعتبر رسميا جزءا يعود للسلطنة العثمانية. حاول الإنجليز الدخول ولاحتلال عبر الإسكندرية وحدث ذلك ادعاء منهم إن مصر وخاصة العرابين يقومون بالتحصينات وغلق أبواب السفن والبوارج أمام السفن الأوربية وسفنهم ومن هنا قاموا بضرب الإسكندرية رغم عقد فرنسا لمؤتمر الآستانة الذي أقروا فيه بأن لا يحق لأي دولة الانفراد أو القيام بشيء دون مشاورة باقي الدول الأوربية فأدرك مندوب إنجلترا ما يحوى إليه المؤتمر فأضاف عبارة إلا إذا حدث ما يؤدى إلى ذلك. وبتلك الثغرة استطاعوا أن ينفردوا بمصر دون اعتراض.
ولكن عرابي أقام التحصينات في كفر الدوار وحاول الإنجليز أكثر من مرة الدخول عبر كفر الدوار ولكنهم لم يستطيعوا وفكر عرابي بأنهم قد يفكروا في عبور البحر المتوسط ودخول مصر عبر قناة السويس من مدينة بورسعيد وأمر عرابي ديلسيبس بردم القناة ولكنه رفض وقال إنه على الحياد ولكن ما توقعه عرابي حدث وقد سمح ديلسبس للإنجليز عبور قناة السويس وعندما علم عرابي بذلك قام بنقل التحصينات من كفر الدوار إلى التل الكبير ولكن التحصينات كانت سريعة واستطاع الإنجليز هذه المرة هزيمة عرابي في موقعة التل الكبير ودخول مصر ثم الاحتلال سنة 1882.

## الحكام
حكم 11 من أسرة محمد علي باشا، هم إبراهيم باشا وعباس باشا الأول وسعيد باشا والخديوي إسماعيل والخديوي توفيق والخديوي عباس حلمي الثاني والسلطان حسين كامل والسلطان أحمد فؤاد الأول الذي أعلن نفسه ملكا عام 1922 و الملك فاروق الأول الذي تم خلعه عام 1952 و تولية ابنه أحمد فؤاد الثاني وقد تم خلعه أيضاً وإعلان الجمهورية عام 1953.

### إبراهيم باشا
بعد معاهدة لندن وفقد محمد علي باشا كل البلاد التي خضعها لحكمه أُصيب بالجنون لذلك أصبح إبراهيم باشا وصيا على أبيه وتولّى حكم البلاد بدلا من والده عام 1848 و لكنه لم يحكم سوى بضعة أشهر .

### عباس باشا الأول
تولًى الحكم من بعد وفاة إبراهيم باشا إلى عام 1854 و كان من عيوب عصره أنه أغلق المدارس والمصانع ومنع البعثات الأجنبية ومن مميزات عصره إنشاء السكك الحديدية.

### سعيد باشا
تولّى الحكم من عام 1854 إلى عام 1863 و هو الذي أوقع مصر في الديون وتسبب في التدخل الأجنبي فقد استدان لأول مرة عام 1862 ووافق على مشروع قناة السويس وشروطها المجحفة.

### الخديوي إسماعيل
تولًى الحكم من عام 1863 إلى عام 1879 و كان في عصره ازدادت الديون وزاد التدخل الأجنبي كان مجلس شورى النواب في عصره وقد اهتم بالجيش إهتماما كبيرا فقد أرسل بعثة من خيرة ضباط الجيش إلى فرنسا وأحضر بعثة حربية فرنسية من لتنظيم المدارس الحربية المصرية وتولّى بعض الضباط الفرنسيين نظارة بعض المدارس الحربية في البداية وأصدر صحيفتان للشئون العسكرية وجدد الإسطول البحري وأعاد النشاط إلى ترسانة الإسكندرية وجدد المدرسة البحرية واتسعت رقعة مصر في عهده فقد خضع لحكمه الصومال وأرتيريا مما أدى خوف الدول الأوروبية وتدخلها في حكم مصر فتم إرسال بعثة كييف واضطر إسماعيل لإنشاء صندوق الدين وظهر تدخل إنجلترا وفرنسا أكثر فأنشأ المراقبة الثنائية وقد وصل التدخل إلى أن أمرت فرنسا وإنجلترا السلطان العثماني خلع إسماعيل عام 1879 و تولية ابنه توفيق وقد تم ذلك بإرسال السلطان فرمان لخلع إسماعيل.y

### الخديوي توفيق
تولًى الحكم من عام 1879 إلى 1892 و قد حدثت الثورة العرابية عام 1881 أي في عهده وانتهت الثورة بدخول الإنجليز مصر عام 1882 و ذلك لتواطؤ الخديوي مع الاحتلال ولأن عرابي اطمأن لفريدنارد ديليسيبس ولم يؤمن قناة السويس وأنهت ثورته بهزيمة الجيش المصر في التل الكبير.

### الخديوي عباس حلمي الثاني
تولّى الحكم من عام 1892 إلى أن تم خلعه في عام 1914 كان مع المقاومة الشعبية في بداية الأمر وبدأ مجلس شورى القوانين يهتم بالأمور السياسية في عهده وأقال مصطفى فهمي باشا وتعيين حسين فخري دون الرجوع إلى اللورد كرومر فاعترض على ذلك اللورد وأخبر حكومته في لندن فاضطر أن يكلف رياض باشا والإيعاز بحسين فخري بطلب الاستقالة وبعد ذلك مال إلى الوفاق مع الإنجليز على حساب المقاومة.

### السلطان حسين كامل
لم يتولّى سوى ثلاثة أعوام أثناء الحرب العالمية الأولى.

### السلطان أحمد فؤاد الأول
تولًى حكم مصر بعد وفاة أخيه من 1917 إلى عام 1936 و تم استقلال مصر صوريّا في عهده عام 1922 و دخول مصر في المرحلة الديموقراطية وتم تكوين دستور 1923 الذي يسمح للملك بحلّ البرلمان دون أي شروط ولكنه احتوى على مميزات عديدة منها الحريات والمساواة بين المصريين حرمة المنازل والمليكة وفصل السلطات الثلاث وقد رفع لقب السلطان منذ عام 1922 إلى ملك.

### الملك فاروق
تولًى حكم مصر عام 1936 إلى أن استقال من حكم مصر عام 1952 تم في عهده معاهدة 1936 الذي يعطي المزيد من استقلالية مصر وإلغاء الامتيازات الأجنبية وانتهاء احتلال مصر عسكريا مع استمرار قوات الاحتلال في بعض المناطق ولكن حدثت الحرب العالمية الثانية ولم يستطيع الملك التمتع بتلك الامتيازات وتم حصار قصره من الدبابات الإنجليزية ليتولى مصطفى النحاس الوزارة وفي عام 1952 بعد حريق القاهرة حدثت الثورة 23 يوليو وانتهى عهد مصر العلوية.

### الملك أحمد فؤاد الثاني
لم يتولَّ حكم مصر سوى أقل عام بشكل صوري وكان رضيعا من خلال مجلس وصاية .

### الحركة الوطنية
بعد قمع انتفاضة عرابي بفترة، بدأ نشاط الوطنيين أمثال محمد عبده ومحمد فريد ومصطفى كامل.